# Furgaleus macki
Furgaleus macki är en hajart som först beskrevs av Gilbert Percy Whitley 1943.  Furgaleus macki ingår i släktet Furgaleus och familjen hundhajar. IUCN kategoriserar arten globalt som livskraftig. Inga underarter finns listade i Catalogue of Life.